# Amerikaanse Formule Ford
De Amerikaanse Formule Ford of F2000 Championship Series presented by Hoosier Racing Tire is de Amerikaanse versie van de Formule Ford. Dit is een opstapklasse naar de American Le Mans Series, Champ Car, Grand Am of de SCCA Pro Racing. Er doen 15 teams mee met 38 coureurs. In tegenstelling tot de andere Formule Ford afdelingen rijdt de Amerikaanse afdeling wel met voor- en achtervleugel. Het wordt georganiseerd door de SCCA. 

## De auto
Alle auto's zijn van staal. Er is maar één chassisfabrikant actief in deze klasse: Van Diemen maar je kunt kiezen uit meerdere, Carbir, Mygale, Tatuus, Piper, Citation en Spirit. Alle auto's rijden met een Ford Zetec-motor van 2000 cc, die heeft 160 pk. De auto haalt 0-100 in 3,9 seconden en heeft een topsnelheid van 240 km/h. De lengte van de auto is 420 cm, de breedte is 185 cm en de hoogte is 94 cm. De auto's rijden op Cooper Zeon UHP slicks. De auto's rijden op octaan. Er is de keus tussen de Ford Zetec-motor en de Ford NEA-motor. Allebei zijn het Ford Focus-motoren. De Zetec-motor heeft brandstofinjectie en de NEA gebruikt een carburateur. 

## Talenten
Veel talenten die later groot in de Amerikaanse autosport zijn geworden hebben in de Formule Ford geracet zoals: Dan Wheldon, Buddy Rice, Sam Hornish Jr, Alex Baron, Bryan Sellers, Bobby Wilson en Jay Howard.